# Andrea Sironi
Andrea Sironi (Milão, 13 de maio de 1964) é um economista e professor universitário italiano. Leciona Banca e Finanças na Universidade Luigi Bocconi; foi Reitor desta instituição entre 2012 e 2016, e desde 2022 é o seu Presidente. É também Presidente das Assicurazioni Generali e da Fondazione AIRC per la Ricerca sul Cancro (fundação italiana para pesquisa oncológica).

## Biografia
Andrea Sironi nasceu a 13 de maio de 1964 em Milão. Após fazer a licenciatura em Economia na Universidade Luigi Bocconi, mudou-se para Londres, onde trabalhou como analista financeiro no The Chase Manhattan Bank, atualmente JP Morgan Chase.

## Carreira
Em 1990, regressou a Itália e começou a lecionar na Universidade Bocconi, onde atualmente é Professor Catedrático de Banca e Finanças. Em 1993, passou um semestre como visiting scholar no Departamento de Finanças na Stern School of Business, da New York University.
Também foi visiting scholar na Federal Reserve em Washington, D.C. em 2000; o mesmo ano em que foi nomeado diretor da Claudio Dematté Research Division da SDA Bocconi, cargo que manteve até 2006. Em 2004 foi decano da Graduate School da mesma instituição durante um ano.
Entre 2005 e novembro de 2008, foi decano para a internacionalização da Universidade Bocconi, da qual foi Reitor entre 2012 e 2016, quando lhe sucedeu Gianmario Verona. Neste período, incentivou os docentes a publicarem os resultados das suas investigações em inglês em vez de italiano e promoveu a mobilidade social, dispensando os estudantes desfavorecidos do pagamento das propinas. Sironi também foi presidente do Global Alliance in Management Education entre 2014 e 2016.
Em 2017, integrou o grupo de peritos que avaliou o valor do capital do Banco da Itália. Em 2018, foi professor convidado no departamento de economia da Sciences Po, em Paris. O seu trabalho académico de investigação centra-se nos temas da gestão do risco financeiro e da regulação e supervisão internacional das instituições financeiras. Desde 1 de novembro de 2022 é presidente da Universidade Bocconi.

### Outras atividades
Andrea Sironi foi membro do conselho de administração de Intesa San Paolo (2020-2022), UniCredit (2018- 2019), Cassa Depositi e Prestiti (2016-2018), Banco Popolare (2008-2013), SAES Getters (2006-2015) e outras instituições financeiras italianas e internacionais.
Entre 2013 e 2016 integrou o comité estratégico do Fondo Strategico Italiano. Em 29 de outubro de 2015 foi nomeado presidente da Bolsa italiana (Borsa Italiana), cargo que desempenhou entre 2016 e 2022.
No dia 1 de outubro de 2016 juntou-se ao conselho de administração do London Stock Exchange Group, cargo a que renunciou a 20 de novembro de 2020, após a venda da Borsa Italiana S.p.a. pelo London Stock Exchange Group. Desde 2015 é membro do International Advisory Council da Stockholm School of Economics.
Entre 2017 e 2022 foi membro do conselho de administração da EASL International Liver Foundation in Genebra. Também foi membro do conselho consultivo da Nova School of Business and Economics em Lisboa.
Desde maio de 2021 é o Presidente da Fondazione AIRC per la Ricerca sul Cancro. Integra o conselho de administração do ISPI – Institute for International Political Studies (desde 2016) e o conselho consultivo de Cometa, uma organização italiana sem fins lucrativos. Desde 2 de maio de 2022, é o Presidente das Assicurazioni Generali.
Em abril de 2023 foi nomeado membro do conselho de administração da Fundação Agnelli.

## Vida pessoal
Sironi tem paixão pela vela (já atravessou o Oceano Atlântico duas vezes) e pela natação (em 2018 ganhou duas medalhas de bronze nos World Transplant Games). É casado e tem três filhos.

## Publicações

### Artigos
- «Reforming the Italian Financial System: Recent Evolution and Future Prospects». New York University Salomon Center. Occasional Paper. 1994
- Sironi, Andrea (1 de março de 2001). «An Analysis of European Banks Snd Issues and its Implications for the Design of a Mandatory Subordinated Debt Policy». Social Science Research Network (ID 249285). SSRN 249285. doi:10.2139/ssrn.249285
- Sironi, Andrea (1 de maio de 2002). «Strengthening banks' market discipline and leveling the playing field: Are the two compatible?». periódico of Banking & Finance. 26 (5): 1065–1091. doi:10.1016/S0378-4266(02)00212-1
- Sironi, Andrea; Zazzara, Cristiano (1 de janeiro de 2003). «The Basel Committee proposals for a new capital accord: implications for Italian banks». Review of Financial Economics. 12 (1): 99–126. doi:10.1016/S1058-3300(03)00009-0
- Sironi, Andrea (11 de janeiro de 2001). «Testing for Market Discipline in the European Banking Industry: Evidence from Subordinated Debt Issues». Social Science Research Network (ID 249284). SSRN 249284. doi:10.2139/ssrn.249284
- Sironi, Andrea; Zazzara, Cristiano (1 de outubro de 2004). «Applying credit risk models to deposit insurance pricing: Empirical evidence from the Italian banking system». periódico of International Banking Regulations. 6 (1): 10–32. doi:10.1057/palgrave.jbr.2340179
- Altman, Edward; Resti, Andrea; Sironi, Andrea (1 de julho de 2004). «Default Recovery Rates in Credit Risk Modelling: A Review of the Literature and Empirical Evidence». Economic Notes. 33 (2): 183–208. doi:10.1111/j.0391-5026.2004.00129.x
- Gabbi, Giampaolo; Sironi, Andrea (1 de fevereiro de 2005). «Which factors affect corporate bonds pricing? Empirical evidence from eurobonds primary market spreads». The European periódico of Finance. 11 (1): 59–74. doi:10.1080/1351847032000143422
- Edward Altman; Andrea Resti; Andrea Sironi (2005). «Default and Recovery Rates in Credit Risk Modelling: A Review of the Literature and Empirical Evidence». periódico of Finance Literature
- Edward Altman; Brooks Brady; Andrea Resti; Andrea Sironi (2005). «The Link between Default and Recovery Rates: Theory, Empirical Evidence, and Implications». The periódico of Business. 78 (6): 2203–2228. JSTOR 10.1086/497044. doi:10.1086/497044
- Resti, Andrea; Sironi, Andrea (1 de janeiro de 2007). «The risk-weights in the New Basel Capital Accord: Lessons from bond spreads based on a simple structural model». periódico of Financial Intermediation. 16 (1): 64–90. doi:10.1016/j.jfi.2006.04.002
- Iannotta, Giuliano; Nocera, Giacomo; Sironi, Andrea (1 de julho de 2007). «Ownership structure, risk and performance in the European banking industry». periódico of Banking & Finance. 31 (7): 2127–2149. doi:10.1016/j.jbankfin.2006.07.013
- Resti, Andrea; Sironi, Andrea (7 de janeiro de 2007). «What's Different about Loans? An Analysis of the Risk Structure of Credit Spreads». Social Science Research Network (ID 1265085). SSRN 1265085. doi:10.2139/ssrn.1265085
- Iannotta, Giuliano; Nocera, Giacomo; Sironi, Andrea (1 de abril de 2013). «The impact of government ownership on bank risk». periódico of Financial Intermediation. 22 (2): 152–176. doi:10.1016/j.jfi.2012.11.002
- Sironi, Andrea (1 de novembro de 2018). «The Evolution of Banking Regulation Since the Financial Crisis: A Critical Assessment». Social Science Research Network (ID 3304672). SSRN 3304672. doi:10.2139/ssrn.3304672

### Livros
- with Vincenzo Capizzi, Antonio Salvi, The cost of capital and international competitiveness of italian companies, EGEA, 2003
- with Edward Altman, Andrea Resti, Recovery Risk: the next challenge in credit risk management, Risk Books, London, 2005
- with Andrea Resti, Risk management and shareholders' value in banking: from risk measurement models to capital allocation policies, Wiley and Sons, London, 2007, ISBN 978-04-700-2978-7